# Elliot Leader
Elliot Leader (* 23. Februar 1935) ist ein britischer Physiker und Hochschullehrer am Imperial College London.
Leader wurde bei Richard J. Eden an der Universität Cambridge in theoretischer Physik promoviert. 1967 wurde er Professor für theoretische Physik am Westfield College der Universität London. 1984 wurde er Professor am Birkbeck College der Universität London, was er bis 2000 blieb.
Er war unter anderem Gastwissenschaftler am CERN, dem Brookhaven National Laboratory, Fermilab, dem Caltech und am Lawrence Radiation Laboratory in Berkeley und Gastprofessor am Imperial College London.
Leader befasst sich mit Elementarteilchenphysik. Er verfasste darüber zwei Lehrbücher.

## Schriften
- An Intrtoduction to Gauge Theories and the New Physics, Cambridge UP 1982
- Spin in Particle Physics, Cambridge UP, 2005, ISBN 978-0-521-02077-0
- mit Enrico Predazzi: An Introduction to Gauge Theories and Modern Particle Physics, 2 Bände, Cambridge UP 1996, ISBN 978-0521468404 (Band 1)